# Lennie Briscoe
Leonard W. "Lennie" Briscoe é um personagem fictício da série de televisão policial americana Law & Order, da NBC. Briscoe, que apareceu no programa durante doze temporadas (de 1992 a 2004), foi criado por Walon Green e Rene Balcer, e interpretado por Jerry Orbach. Também apareceu em todos os três spin-offs da série Law & Order: Law & Order: Special Victims Unit, Law & Order: Criminal Intent e Crime & Punishment. Também fez parte do elenco inicial de Law & Order: Trial by Jury.
Briscoe foi eleito o 30º maior personagem de televisão de todos os tempos pela Bravo TV.

## No universoLaw & Order
Lennie Briscoe é introduzido na série no episódio "Point of View", como o novo detetive sênior no Departamento de Homicídios do 27º Esquadrão de Detetives do Departamento de Polícia de Nova York. Seu chefe, durante a sua primeira temporada no programa, é o capitão Don Cragen (Dann Florek); um ano mais tarde, a tenente Anita Van Buren (S. Epatha Merkerson) assume o comando do esquadrão. Anteriormente, Briscoe trabalhava como detetive no 116º Esquadrão de Detetives, no bairro do Queens.
Briscoe entra para o esquadrão depois que o parceiro do detetive Mike Logan (Chris Noth), o sargento Phil Cerreta (Paul Sorvino), é baleado por um negociante de armas no mercado negro, e recebe uma função burocrática.
Logan é transferido para o Departamento de Disputas Domésticas, em Staten Island, no episódio "Pride", de 1995, após golpear um político que acabara de evadir uma acusação de assassinato (baseado no caso Dan White), e é substituído por Rey Curtis (Benjamin Bratt). Quatro anos mais tarde, Curtis obtém uma aposentadoria precoce para cuidar de sua esposa, que sofre de esclerose múltipla, e é substituído por Ed Green (Jesse L. Martin), em 1999.
Jerry Orbach interpretou o advogado de defesa Frank Lehrmann, no episódio "The Wages of Love", da segunda temporada da série, antes de assumir o papel de Briscoe.

## Vida pessoal
Nascido em 2 de janeiro de 1940, Briscoe é um veterano de dois casamentos fracassados e tem duas filhas, Cathy e Julia, e um sobrinho, o detetive Ken Briscoe (interpretado pelo filho de Orbach, Chris). Sua família é um tanto disfuncional, no entanto; alcoólatra (fica sóbrio apenas na meia-idade), Briscoe esteve bastante ausente das vidas de suas filhas, com quem mantém relações distantes e acidentadas na vida adulta. Lenny sente-se culpado, especialmente quando Cathy, uma viciada em metanfetamina, é assassinada por um traficante de drogas, após ter testemunhado contra ele no tribunal. Briscoe só encontra algum consolo quando o traficante morre de overdose de heroína.
No episódio "Aftershock", de 1996, após testemunhar uma execução de um criminoso cujo caso ele ajudou a investigar, Briscoe volta a beber, com consequências desastrosas; a promotora Claire Kincaid (Jill Hennessy) é atingida e morta por um motorista bêbado, ao levá-lo de volta para casa após apanhá-lo num bar. A experiência mexe profundamente com ele, que permanece sóbrio pelo resto da vida.
Briscoe foi criado como católico, porém é judeu por parte de pai, e ocasionalmente frequenta serviços religiosos judaicos como uma cortesia à sua primeira esposa. Seu pai sofreu do Mal de Alzheimer. Embora não seja judeu de acordo com a definição tradicional, Briscoe foi por vezes alvo do antissemitismo de criminosos e até mesmo de alguns de seus colegas de profissão. Desenvolveu uma amizade com um dos poucos policiais judeus durante sua temporada na série, John Munch (Richard Belzer), apesar do ressentimento inicial de Munch ao descobrir que Briscoe teve um caso com uma de suas ex-mulheres.

## Características do personagem
Briscoe é um dos diversos personagens do programa a ter servido nas forças armadas; a um certo ponto chegou a ser cabo no Exército dos Estados Unidos, e por diversas vezes mencionou seu serviço militar durante a Guerra do Vietnã. Após deixar o exército, Briscoe entrou para a NYPD, no 29º Distrito Policial, onde trabalhou como guarda na ronda diária; após transferências para os 31º, 110º e 116º distritos, eventualmente atingiu o cargo de detetive. O número de seu escudo é '8220'.
Briscoe tipicamente faz um comentário sarcástico ou uma piada sobre a vítima ou as circunstâncias de sua morte no fim das cenas de abertura de boa parte dos episódios em que aparece. Gosta de música, embora apenas de estilos que foram populares em sua juventude; na nona temporada, Curtis comenta que seu gosto musical teria terminado em Bobby Darin.  Briscoe costumava ler Langston Hughes quando, segundo ele próprio, costumava ser um beatnik, o que "costumava funcionar muito bem com as garotas judias".
Diversos dos antigos parceiros de Briscoe anteriores à série (antes de Briscoe fazer parte do 27º distrito) foram ou acabaram se tornando corruptos. No episódio "Jurisdiction", de 1993, o tenente Brian Torelli (Dan Hedaya) extrai à força uma confissão de um homem com problemas mentais; no fim do episódio Briscoe está presente quando a corregedoria prende Torelli por perjúrio e obstrução de justiça,
Outros dos ex-parceiros de Briscoe, o detetive John Flynn (Kevin Conway), o acusa falsamente, no episódio "Corruption", de 1996, de ter pego drogas apreendidas da sala de evidências do 116º distrito durante a temporada em que ambos serviram no mesmo. Flynn faz a alegação em parte para tentar confundir a Comissão Hellman, criada para investigar as denúncias de corrupção policial, incluindo a morte a tiros de um suspeito, em circunstâncias questionáveis, pelo próprio Flynn, e em parte como uma forma de se vingar de Curtis, que se recusa a defender Flynn através de um falso testemunho. Briscoe, no entanto, tem um álibi - na época ele estava tendo um envolvimento amoroso com a oficial de polícia Betty Abrams, uma mulher casada. Contra a vontade de Briscoe, Abrams testemunha diante da comissão para exonerá-lo; devido ao caso, no entanto, os membros da comissão questionam a sua credibilidade. Embora Briscoe eventualmente seja inocentado, os advogados de defesa de suspeitos presos por ele subsequentemente frequentemente exploram estas alegações ao longo do resto de sua carreira.
Em alguns momentos de sua carreira Briscoe tomou decisões controversas; no episódio "Stalker", um stalker acusado de ter assassinado uma mulher acaba sendo solto porque a vítima confessou ter mentido à polícia sobre um de seus ataques anteriores. No entanto, depois que a vítima é encontrada assassinada, Briscoe interpela o promotor Jack McCoy (Sam Waterston), afirmando acreditar agora que a vítima não estava mentindo à polícia a respeito do ataque anterior do criminoso, e se oferecendo para testemunhar em juízo que acreditava que o relatório policial original estava incorreto. Seu parceiro, Curtis, também é convocado a depor, e afirma acreditar na correção do relatório. No fim do episódio, o stalker é considerado culpado, e, fora do tribunal, Curtis e Briscoe se reconciliam.
Pouco tempo depois serem designados como novos parceiros, Briscoe e Green quase se agridem fisicamente durante uma investigação particularmente difícil de um assalto/homicídio. O principal suspeito confessa enquanto está sendo preso, porém como Briscoe é o único policial a ouvir a confissão, Green, Van Buren e McCoy ficam numa posição difícil ao se verem obrigados a corroborar o que está sendo alegado. Novamente, Briscoe acaba por se sentir justiçado, e eventualmente reconstrói sua relação profissional com Green, que se acaba por se transformar numa grande amizade.
Briscoe se aposenta da NYPD em 2004. Seu sucessor no 27º Esquadrão de Detetives é o detetive Joe Fontana (Dennis Farina), cuja permanência ali acabaria por ser muito menor que a de Lennie.

## Nosspin-offsda série
Na primeira temporada de Law & Order: Special Victims Unit Briscoe faz três participações especiais auxiliando seu antigo chefe, Don Cragen (Dann Florek). Briscoe também tem uma participação especial no episódio "Poison", de Law & Order: Criminal Intent, onde ajuda o Major Case Squad num caso semelhante.
Logo após sua aposentadoria, Briscoe passou a fazer parte de Law & Order: Trial By Jury, após aceitar o cargo de investigador no escritório do Promotor Distrital do Condado de Nova York, Arthur Branch (Fred Thompson), com o parceiro Hector Salazar (Kirk Acevedo).
Em 2005 o personagem de Briscoe foi retirado da trama sem que sua morte fosse retratada, coincidindo com a morte de Orbach em dezembro de 2004, de câncer de próstata. No episódio "Diamond Dogs" de Criminal Intent (o primeiro de Chris Noth como membro regular do elenco) o detetive Logan, ao questionar um criminoso numa casa de sinuca, claramente se refere a Briscoe ao dizer que seu ex-parceiro era um "mago com um taco". Num episódio de 2007 de Criminal Intent, Logan diz que Briscoe morreu porém ele ainda o vê, vivo, em seus sonhos. Em 2008 Green afirma ter retornado ao jogo por um breve período, logo após a morte de Briscoe. Num episódio de 2008 de Criminal Intent um padre católico, amigo de Briscoe, contacta Logan após a confissão de um prisioneiro em seu leito de morte, a respeito de um assassinato duplo ocorrido 16 anos antes no Bronx.
No episódio "Fed" de Law & Order, exibido em 2009, o antigo parceiro de Briscoe, Rey Curtis, retorna a Nova York para enterrar sua esposa, Deborah, que sucumbiu à esclerose múltipla. A tenente Van Buren, que consegue chegar a tempo para o fim do funeral, encontra-se com Curtis e ouve dele que teria falado com Briscoe pouco antes de sua morte, e que Lenny continuara a ser o mesmo bem-humorado ranzinza até o seu fim.

## Histórico de trabalho
| Detetive sênior | Detetive júnior | Supervisor      | Divisão    | Duração   |
| --------------- | --------------- | --------------- | ---------- | --------- |
| Lennie Briscoe  | Mike Logan      | Don Cragen      | Homicídios | 1992–1993 |
| Lennie Briscoe  | Mike Logan      | Anita Van Buren | Homicídios | 1993–1995 |
| Lennie Briscoe  | Rey Curtis      | Anita Van Buren | Homicídios | 1995–1999 |
| Lennie Briscoe  | Ed Green        | Anita Van Buren | Homicídios | 1999–2004 |
| Lennie Briscoe  | Hector Salazar  | Arthur Branch   | Promotoria | 2005      |